# 芦間恵子
芦間 恵子（あしま けいこ、1954年5月29日  - ）は、元九州朝日放送アナウンサー。東京都葛飾区出身。中央大学文学部卒業。
1978年、KBCにアナウンサーとして入社（同期に久村洋子、後庵継丸、富田薫）。テレビ営業部、編成局ソフト事業部長を歴任。KBCのメールマガジンの発行人等のインターネットメディア関連に携わる。

## 過去の担当番組
- 輝け! 全日本歌謡ランキング[1]
- オフコース 愛のハーモニー[1]

2004年に夜はこれから!AM派宣言にて1夜だけ復活。久しぶりに声を電波に乗せた。